# 북부강 터미널
북부강 터미널 혹은 레치노이 보크잘(러시아어: Северный речной вокзал)은 러시아 모스크바에 위치한 두 여객 터미널 중 하나이다. 장거리 및 시외 노선의 주요 거점이기도 하다. 북부강 터미널은 1937년에 지어졌고, 스탈린 건축 양식이 적용되었다.

## 교통
- 모스크바 지하철 자모스크보레츠카야 선 레치노이 보크잘

## 사진

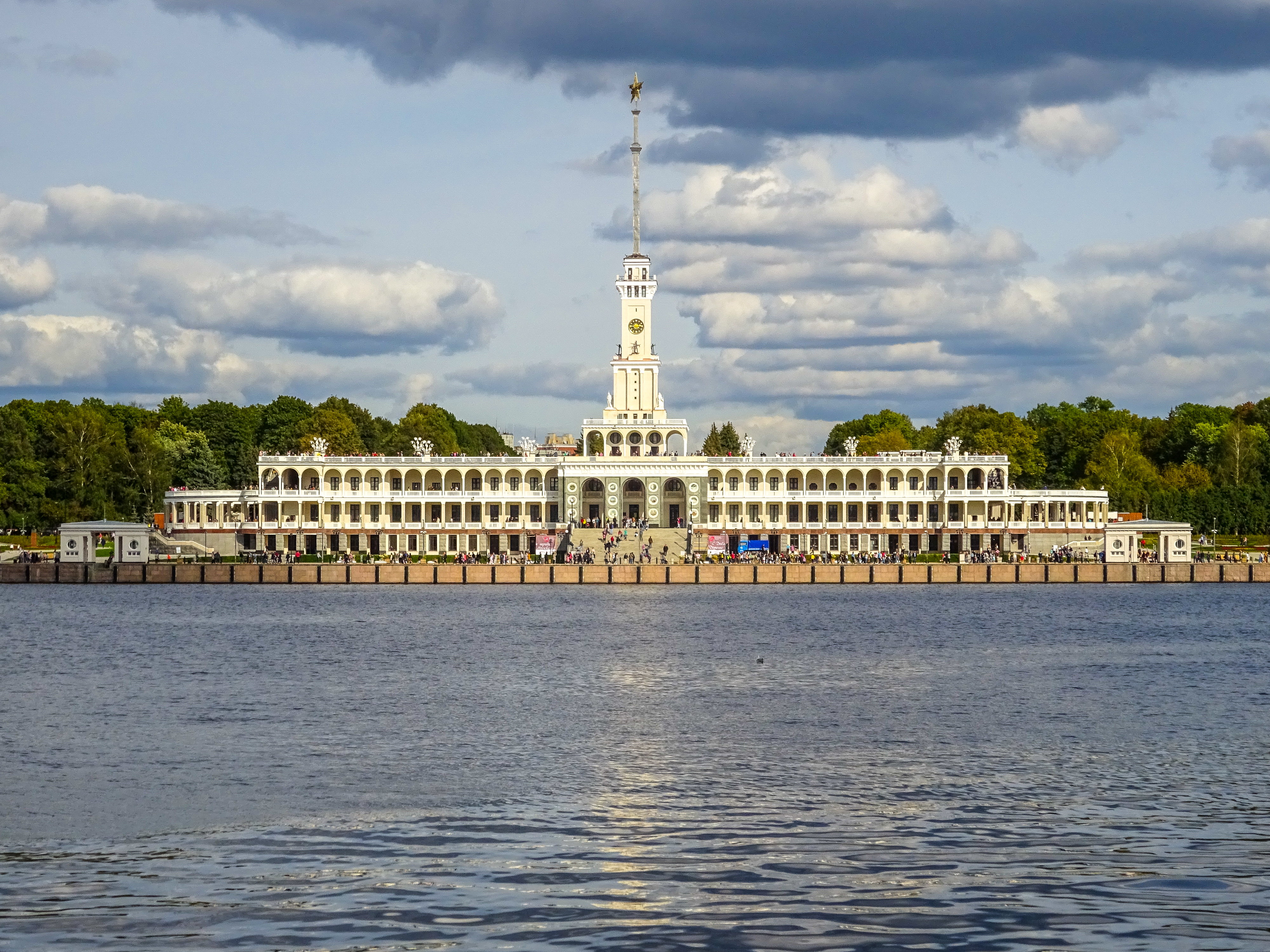
북부강 터미널 전경 2020년 9월
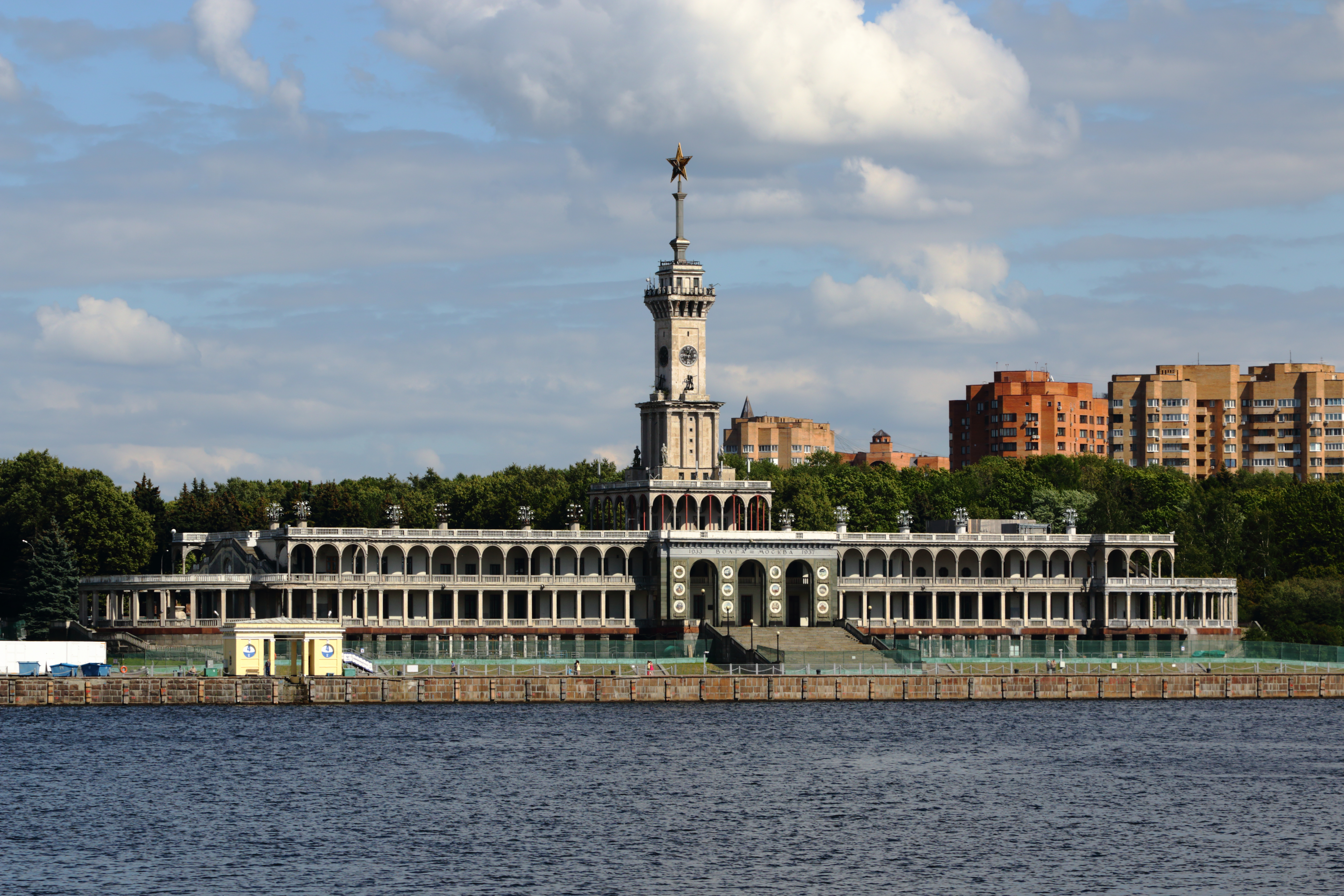
북부강 터미널 전경

## 같이 보기
- 모스크바 운하
- 모스크바강
- 남부강 터미널